# میناموتو نو یوشی‌میتسو

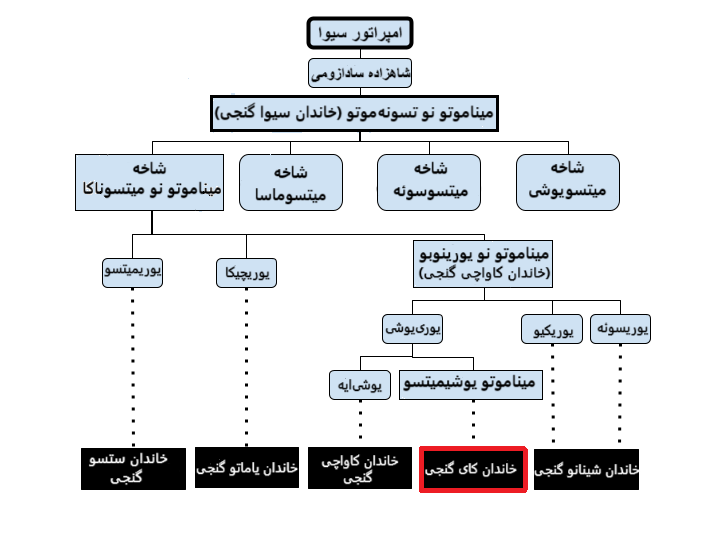
شجره‌نامه

میناموتو نو یوشیمیتسو (به ژاپنی: 源 義光 Minamoto no Yoshimitsu); ۱ ژانویهٔ ۱۰۴۵ – ۲۵ نوامبر ۱۱۲۷) سامورایی پسر میناموتو نو یوری‌یوشی از خاندان میناموتو اهل ژاپن بود. او نخستین رهبر خاندان کای گنجی بود. خاندان تاکدا از این خاندان منشأ گرفته است.